# Homey
 (mars 2024).
Homey est une plateforme domotique fabriquée par la société néerlandaise ATHOM BV .
Homey dispose d'une interface d'application mobile et d'une interface Web avec une API ouverte qui permet aux développeurs tiers d'ajouter la prise en charge de leurs produits dans Homey.
Comme d'autres hubs de maison intelligente, l'objectif de Homey est d'agir comme point central de configuration, de contrôle et de surveillance des appareils et dispositifs associés.
La plateforme dispose d'une fonctionnalité appelée Flow (et depuis 2023 Advanced Flow) qui permet de coordonner les enchainements d'instructions entre les divers dispositifs et applications.

## Histoire
Homey a été initialement lancé en tant que projet sur la plateforme Kickstarter en mai 2014 par Emile Nijssen et Stefan Witkamp.
La société Athom BV a été créée afin de prendre en charge le développement.
En 2015, des investisseurs privés ont investi 1 million d'euros dans l'entreprise.

## Modèles

### Homey (Early 2016)
En 2016, la première génération du Homey est sortie en 2016.
Ce modèle est équipé d'un microphone intégré et d'un logiciel de reconnaissance vocale  et pouvait donc être considéré à la fois comme un haut-parleur intelligent et un hub domotique intelligent.
Il dispose d'un support pour la connexion via Wi-Fi, Bluetooth, ZigBee, Z-Wave, 433 MHz, 868 MHz et lumière infrarouge.

### Homey (Early 2019)
En 2019, la deuxième génération est sortie en 2019.
Les modifications matérielles notables incluent la suppression du module communication en champ proche en raison de sa faible utilisation, ainsi que la suppression du microphone car Homey l'avait jugé insuffisant pour fonctionner comme prévu.
Le logiciel a également été mis à jour vers la version 2.0, et les équipements plus anciens pouvaient également être mis à niveau vers cette version. L'application mobile a été entièrement revue et améliorée avec des nouvelles fonctionnalités.
L'application de bureau a été supprimée. Un support a été ajouté pour le contrôle de l'éclairage compatible KNX et la mémoire vive a été portée à 512 Mo.

### Homey Pro (Early 2019)
En 2019, en même temps que la seconde génération du Homey, Athom BV a lancé un autre modèle intitulé Homey Pro.
L'édition Pro a un matériel deux fois plus puissant avec 1 Go de mémoire vive et un processeur dual Core.

### Homey Bridge (2022)
Athom a annoncé le lancement du Homey Bridge lors d'un livestream le 7 septembre 2021.
Ce dispositif fonctionne en tant qu'antenne sans fil optionnel pour le service cloud lancé concommitamment.
Les technologies prises en charge sont Wi-Fi, Bluetooth Low Energy, Zigbee, Z-Wave, 433 Mhz et infrarouge.

### Homey Pro (Early 2023)
Une nouvelle génération de Homey Pro a été annoncée lors d'un livestream le 12 octobre 2022 et a commencé à être expédiée au premier trimestre 2023.
Les changements notables sont une nouvelle conception plate, similaire à Homey Bridge, basée sur un Raspberry Pi Compute Module 4, livré avec un processeur quad core, 2 Go de mémoire à accès aléatoire et 8 Go de stockage flash.

## Périphériques compatibles
Homey prend partiellement en charge l'intégration avec des composants sélectionnés d'autres systèmes de maison intelligente, tels que Philips Hue, IKEA, Google Nest, Chromecast, Logitech Harmony, Spotify Connect et Sonos entre autres.
Homey prétend prend en charge plus de 50.000 appareils différents

## Site officiel
- Site officiel